# Брандт, Лев Владимирович
Лев Влади́мирович Брандт (5 марта 1901, Речица — 12 сентября 1949) — советский писатель.

## Биография
Родился в Речице (ныне — в Гомельской области, Белоруссия) в семье железнодорожного служащего и крестьянки.
Окончил реальное училище в Гомеле. Во время Гражданской войны служил в Красной армии, но в боях не участвовал. В 1924 году окончил юридический факультет Ленинградского университета, в 1929 — режиссёрское отделение Института сценических искусств (учился одновременно с Черкасовым, Чирковым, Зарубиной, Юнгер).
С 1929 года работал в Государственном театре драмы им. А. С. Пушкина под руководством Л. С. Вивьена, но режиссёрская карьера не сложилась.
В 1937 году был арестован, выслан в село Кильмезь (Кировская область). Вернулся в 1940 году, жил в Толмачёво (Ленинградская область).
С началом войны воевал на Ленинградском фронте; в районе Невской дубровки был тяжело контужен, после лечения демобилизован. В 1943 году повторно призван в армию; в качестве интенданта полевого госпиталя участвовал в боях под Лугой. Демобилизован в марте 1945 года.
Жил в Пскове, работал руководителем ансамбля песни и пляски, воссоздавал псковскую филармонию. Неоднократно бывал в Пушкинских Горах, участвовал в ежегодных празднованиях пушкинских дней.
Весной 1949 года заболел раком, скончался 12 сентября того же года. Похоронен на Большеохтинском кладбище Петербурга. Реабилитирован в 1956 году.

### Семья
Жена — Тамара Фёдоровна Эндер, хореограф.
- сыновья — Пётр (р. 1947, Псков), поэт[2]; Андрей[5].

После смерти Л. В. Брандта переехали в Ленинград.

## Творчество
В 1930-е годы писал пьесы, скетчи; сотрудничал с писателями Евгением Рыссом и Всеволодом Воеводиным. Первая повесть — «Декрет-2» (впоследствии «Браслет-2») — была опубликована в 1936 году, пользовалась успехом у многих любителей лошадей (в том числе у маршала Будённого).
В период жизни во Пскове печатал в местных газетах критические статьи по поводу театральных постановок, рассказы и очерки.
После реабилитации писателя его книги не раз переиздавались.

### Избранные публикации
- Брандт Л. В. Белый турман : [Рассказы]. — Л.: Сов. писатель, 1941. — 280 с. — 10 000 экз.
- Брандт Л. В. Браслет II : [Повесть : Для сред. и ст. возраста]. — М.; Л.: Изд-во и 2-я ф-ка дет. книги Детгиза в Л., 1949. — 94 с. — 30 000 экз.
  - Браслет 2; [Пират; Остров Серафимы: Повести: Для ст. возраста]. — Л.: Детгиз, 1957. — 191 с. — 30 000 экз.
  - Браслет 2 : три повести и два рассказа. — СПб.: Детгиз, 2008. — 287 с. — (Содерж.: Пират: повесть; Остров Серафимы: повесть; Беркуты: рассказ; Фаина: рассказ; Браслет 2: повесть). — 5000 экз. — ISBN 978-5-8452-0357-1
- Брандт Л. В. Остров Серафимы : Повести. — Л.: Сов. писатель, 1959. — 298 с. — (Содерж.: Браслет 2; Белый турман; Остров Серафимы; Пират). — 30 000 экз.
  -  — М.; Л.: Сов. писатель, 1963. — 304 с. — (Содерж.: Браслет 2; Белый турман; Беркуты; Остров Серафимы; Пират). — 100 000 экз.
- Брандт Л. В. Пират : [повести и рассказы]. — СПб.: Амфора, 2015. — 348+2 с. — (В мире животных : еженедельное издание; вып. № 4 (4), 2015). — (Содерж.: повести: Браслет II; Остров Серафимы; Белый турман; Пират; рассказы: Беркуты; Фаина). — 10045 экз. — ISBN 978-5-367-03774-6

### Экранизации
- «Браслет-2» (по мотивам одноимённой повести) — Ленфильм, 1967; режиссёры Л. И. Цуцульковский и М. И. Шамкович, сценарий А. А. Шульгиной и В. В. Михайлова.
- «Остров Серафимы» (по мотивам одноимённого рассказа) — Лентелефильм, 1978; режиссёр О. П. Ерышев, сценарий Ю. Я. Принцева и В. Торопыгина.

## Отзывы
Кто-то из критиков даже сказал, что Браслет входит в избранную тройку русских лошадей вместе с Изумрудом Куприна и Холстомером Толстого.— Сергей Махотин

## Адреса
В Пскове — Рижский проспект, дом 5.